# Produce 101 Japan The Girls
Produce 101 Japan The Girls (jap. プロデュース ワンオーワン ジャパン ザ ガールズ, zapis stylizowany: PRODUCE 101 JAPAN THE GIRLS) – trzeci sezon Produce 101 Japan japońskiej wersji południowokoreańskiego reality show Produce 101. W programie bierze udział 101 uczestniczek, a jego celem jest stworzenie pełnoetatowej 11 - osobowej grupy dziewcząt. Program był emitowany w każdy czwartek od 5 października do 16 grudnia 2023 roku o godzinie 21:00 na kanale Lemino. Dodatkowo finałowy odcinek został wyemitowany na kanale TBS. Zwycięska 11 zadebiutowała w 2024 roku pod nazwą ME:I.

## Obsada
Program jest prezentowany i reprezentowany w Japonii przez piosenkarkę Kaelę Kimurę, a jego ambasadorką jest aktorka i była członkini IZ*ONE i HKT48 Nako Yabuki.
Trenerzy wokalni
- Thelma Aoyama
- Lee Hong-gi

Trenerzy tańca
- Rino Nakasone
- Yumeki

Trener rapu
- Ken the 390

## Uczestniczki
- Debiutujące członkinie ME:I
- Uczestniczki wyeliminowane w finale
- Uczestniczki wyeliminowane w trzeciej rundzie eliminacyjnej
- Uczestniczki wyeliminowane w drugiej rundzie eliminacyjnej
- Uczestniczki wyeliminowane w pierwszej rundzie eliminacyjnej
- Uczestniczki, które opuściły program

| 101 Contestants                   | 101 Contestants                      | 101 Contestants                     | 101 Contestants                  | 101 Contestants                    |
| --------------------------------- | ------------------------------------ | ----------------------------------- | -------------------------------- | ---------------------------------- |
| Momona Kasahara (jap. 笠原 桃奈)  | Rinon Murakami (jap. 村上 璃杏)      | Ayane Takami (jap. 高見 文寧)       | Miu Sakurai (jap. 櫻井 美羽)     | Suzu Yamamoto (jap. 山本 すず)     |
| Kokona Sasaki (jap. 佐々木 心菜)  | Shizuku Iida (jap. 飯田 栞月)        | Keiko Shimizu (jap. 清水 恵子)      | Ran Ishii (jap. 石井 蘭)         | Tsuzumi Ebihara (jap. 海老原 鼓)   |
| Kokoro Kato (jap. 加藤 心)        | Rino Sakaguchi (jap. 坂口 梨乃)      | Rin Aita (jap. 会田 凛)             | Kagura Kato (jap. 加藤 神楽)     | Yuuki Tanaka (jap. 田中 優希)      |
| Nano Kenmotsu (jap. 釼持 菜乃)    | Koto Tanaka (jap. 田中 琴)           | Rio Kitazato (jap. 北里 理桜)       | Haruka Sakuraba (jap. 桜庭 遥花) | Momoka Takabatake (jap. 髙畠 百加) |
| Serina Saito (jap. 斉藤 芹菜)     | Joa Aramaki (jap. 荒牧 深愛)         | Nagomi Abe (jap. 阿部 和)           | Ayano Kamio (jap. 神尾 彩乃)     | Yui Ando (jap. 安藤 佑唯)          |
| Hina Takahashi (jap. 髙橋 妃那)   | Tsukushi Sasaki (jap. 佐々木 つくし) | Sakura Kitazume (jap. 北爪 さくら)  | Miyu Matsushita (jap. 松下 実夢) | Hana Yoshida (jap. 吉田 花夏)      |
| Mena Hatta (jap. 八田 芽奈)       | Yurara Sutani (jap. 須谷 緩)         | Ranka Kawabata (jap. 川畑 蘭華)     | Hazuki Hidaka (jap. 日髙 葉月)   | Kokona Nakano (jap. 中野 心結)     |
| Kotone Sakata (jap. 坂田 琴音)    | Ayano Yoshida (jap. 吉田 彩乃)       | Mana Koyama (jap. 小山 麻菜)        | Rin Uchiyama (jap. 内山 凜)      | Karen Otsubo (jap. 大坪 楓恋)      |
| Ema Akiyama (jap. 秋山 愛)        | Mayu Takagi (jap. 髙木 舞優)         | Rimika Mizukami (jap. 水上 凜巳花)  | Chiharu Ando (jap. 安藤 千陽)    | Ayaka Fujimoto (jap. 藤本 彩花)    |
| Mitsuki Yamazaki (jap. 山崎 美月) | Miyu Kanno (jap. 菅野 美優)          | Kotone Nakamori (jap. 中森 琴音)    | Sakura Sudo (jap. 須藤 紗暮)     | Mikoto Nakamori (jap. 中森 美琴)   |
| Misaki Yamaguchi (jap. 山口 愛咲) | Shion Mogi (jap. 茂木 詩音)          | Aruha Oda (jap. 小田 有葉)          | Miyu Watanabe (jap. 渡辺 未優)   | Honoka Kurokawa (jap. 黒川 穂香)   |
| Rio Oikawa (jap. 及川 里桜)       | Rena Suzuki (jap. 鈴木 玲名)         | Moe Kamada (jap. 鎌田 萌)           | Kano Kurihara (jap. 栗原 果乃)   | Fuka Bando (jap. 坂東 楓夏)        |
| Aki Kikukawa (jap. 菊川 亜樹)     | Aiko Hamasaki (jap. 濵嵜 愛子)       | Mimi Ueki (jap. 植木 美々)          | Nana Tabata (jap. 田端 那菜)     | Ayaka Hosoi (jap. 細井 彩加)       |
| Karin Tanabe (jap. 田邊 果凜)     | Nana Okamura (jap. 岡村 菜那)        | Maho Shiromaru (jap. 城丸 真歩)     | Nonoka Okabe (jap. 岡部 望々花)  | Hana Tanaka (jap. 田中 花)         |
| Hana Iyota (jap. 井餘田 華)       | Mihaya Wakimoto (jap. 脇本 美颯)     | Emi Oyanagi (jap. 小栁 絵美)        | Anon Moro (jap. 茂呂 空音)       | Mei Shibuya (jap. 渋谷 芽衣)       |
| Aoi Nakamura (jap. 中村 葵)       | Runa Kawagishi (jap. 川岸 瑠那)      | Honoka Nakayama (jap. 中山 穗乃楓)  | Ameli Sato (jap. 佐藤 あめり)    | Konomi Kato (jap. 加藤 好実)       |
| Yuka Aoki (jap. 青木 友香)        | Rio Kataoka (jap. 片岡 陽音)         | Rikako Sekiguchi (jap. 関口 理香子) | Riko Kino (jap. 木野 稟子)       | Mika Shinzawa (jap. 新澤 実華)     |
| Miu Tabuchi (jap. 田淵 美優)      | Meika Motohashi (jap. 本橋 明桜)     | Natsuho Sugai (jap. 菅井 夏帆)      | Riro Nakamura (jap. 中村 璃彩)   | Sara Ota (jap. 太田 紗蘭)          |
| Airi Kato (jap. 加藤 愛梨)        | Jueri Sano (jap. 佐野 じゅえり)      | Sayaka Furuhashi (jap. 古橋 沙也佳) | Seia Tani (jap. 谷 聖彩)         | Sae Kobayashi (jap. 小林 さえ)     |
| Arisa Shibagaki (jap. 柴垣 有佐)  | Yuna Andoh (jap. 安藤 ゆうな)        | Niko Gogami (jap. 後上 仁胡)        | Ameri Shiratori (jap. 白取 天莉) | Unknown                            |
| Unknown                           |                                      |                                     |                                  |                                    |